# Полиэтиленовая плёнка
Полиэтиленовая плёнка — тонкий слой материи, изготовленный из полиэтилена. Упаковочный полиэтилен обладает такими свойствами, как эластичность, влагонепроницаемость, морозостойкость и гигиеничность.

## Плёнка светостабилизированная
Гладкая полиэтиленовая плёнка, в состав которой входят светостабилизаторы, благодаря которым плёнка не разлагается под воздействием ультрафиолета. Качество плёнки и гарантийный срок эксплуатации зависит от количества вкладываемого в неё стабилизатора. Так в 12-месячную плёнку добавляют около 1 % стабилизатора, в 24-месячную — 2 %, в 36-месячную— 2,53 %. Для отличия в эту плёнку добавляют красители: жёлтый, красный, зелёный и др. Краситель через некоторое время выгорает, при этом свойства плёнки сохраняются. Применяется как эластичный материал для покрытия парников и теплиц.

## Термоусадочная плёнка
Эластичный полиэтиленовый материал, который сокращается при нагревании и при этом плотно обтягивает упакованные в него изделия. Термоусадочная плёнка выпускается в виде рукава, полурукава и полотна, ширина от 150 мм до 2500 мм с фальцами и без. Диапазон толщин термоусадочной плёнки — от 10 мкм до 200 мкм. Процент продольной усадки не менее 40—80 %, поперечной 10—50 %. Существуют также композиционные термоусадочные плёнки с добавлением различных компонентов для повышения физико-технических свойств.

## Плёнка прозрачная
Изготавливается путём экструзии из полиэтилена высокого давления. Выпускается в виде рукава шириной от 10 до 300 см, а также полурукава и полотна. Толщина плёнки — от 10 до 200 мкм.

## Цветная плёнка
Изготавливается из полиэтилена высокого давления методом соэкструзии, с добавлением красителей (их называют суперконцентратами) и стабилизаторов.

## Армированная плёнка
Армированная полиэтиленовая плёнка обладает повышенной прочностью и долговечностью.

## Применение
- Полиэтиленовый пакет
- Покрытие для парников и теплиц
- Упаковка (например, пузырчатая упаковка)
- Стретч-плёнка,
- Термоусадочная плёнка[1]